# Uvaroviella crassicornis
Uvaroviella crassicornis är en insektsart som först beskrevs av Henri Saussure 1878.  Uvaroviella crassicornis ingår i släktet Uvaroviella och familjen syrsor. Inga underarter finns listade i Catalogue of Life.